# Boryszew ERG
Boryszew ERG – zakład produkcyjny, wcześniej odrębne przedsiębiorstwo z siedzibą w Sochaczewie,  wchodzące w skład Grupy Kapitałowej Boryszew. 

## Historia
Historia przedsiębiorstwa sięga roku 1911, gdy na terenie Boryszewa, obecnej dzielnicy Sochaczewa powstał zakład o nazwie Belgijskie Towarzystwo Sochaczewskiej Fabryki Sztucznego Jedwabiu założony przez belgijską spółkę Socié té anonyme belge des Soies artificielles de Sokhatcheff, é tablie a Bruxelles. Oprócz sztucznego jedwabiu, przed II wojną światową przedsiębiorstwo zajmowało się produkcją prochu strzelniczego, materiałów farmaceutycznych, kosmetyków oraz cementów dentystycznych.
W okresie PRL przedsiębiorstwo zajmowało się produkcją materiałów dentystycznych i farmaceutycznych, płynów chłodniczych (w tym płynu Borygo) oraz hamulcowych, w późniejszym okresie także tworzyw sztucznych.
W roku 1992 przedsiębiorstwo państwowe Boryszew ERG zostało całkowicie sprywatyzowane. Od maja 1996 spółka jest notowana na Giełdzie Papierów Wartościowych w Warszawie, od marca do września 2006 w ramach indeksu WIG20.
Od roku 2000 przedsiębiorstwo kontrolowane jest przez Romana Karkosika, inwestora giełdowego.
W 2005 roku spółka została połączona z producentem poliestrów Elaną w Toruniu oraz Hutą Oława, funkcjonując jako Oddział Boryszew w Sochaczewie spółki Boryszew SA. W latach 2007–2013 przedsiębiorstwo funkcjonowało jako osobna spółka akcyjna Boryszew Erg SA. W 2013 roku spółki zostały ponownie połączone. Zakład w Sochaczewie jest oddziałem spółki Boryszew S.A..